# Autobahn Huanghua–Shijiazhuang
Die Autobahn Huanghua–Shijiazhuang oder Huangshi-Autobahn (chinesisch 黄石高速公路, Pinyin Huángshí gāosù gōnglù, englisch Huangshi Expressway), chin. Abk. G1811, ist eine regionale Autobahn in der Provinz Hebei im Osten Chinas. Die 188 km lange Autobahn führt von Huanghua in westlicher Richtung über Cangzhou, Wuqiang und Shenzhou bis zur Provinzhauptstadt Shijiazhuang, wo sie in die G5 mündet.